# NPO 2
NPO 2 es un canal de televisión holandés que comenzó sus emisiones el 1 de octubre de 1964 y es el segundo canal de la corporación pública Nederlandse Publieke Omroep. Su programación es suministrada por las distintas organizaciones sociales de las que está compuesto el ente radiodifusor.

## Historia
El 1 de octubre de 1964 comenzó a emitir el segundo canal de televisión público llamado Nederland 2 y el primer canal pasó a llamarse Nederland 1. En 1967 Nederland 2 comenzó a emitir en color.
El 16 de septiembre de 2007 Nederland 1, Nederland 2 y Nederland 3 cambiaron completamente a formato panorámico.
El 4 de julio de 2009 los tres canales comenzaron a emitir en simulcast en alta definición. El canal Nederland 1 HD estuvo disponible desde el 2 de junio de 2008 al 24 de agosto de 2008 con motivo de la emisión de la Eurocopa 2008, el Tour de Francia 2008 y los Juegos Olímpicos de Pekín 2008 en HD.
El 12 de marzo de 2013, NPO anunció que Nederland 1, 2 y 3 serían renombradas a NPO 1, 2 y 3. El motivo fue hacer los canales y su programación más fácilmente reconocibles. Dicho cambio de nombre fue completado el 19 de agosto de 2014.

## Programación
NPO 2 tiende a emitir programas orientados al arte, la cultura, política, noticias, actualidad, documentales y programas religiosos. Por las mañanas, NPO 2 emite en simulcast los informativos de NPO 1 con lenguaje de signos.